# ASC X12
ASC X12 também chamado de ANSI ASC X12 (Padrão EDI - X12) são normas regulamentadas e promulgadas pela ANSI (American National Standards Committee) para uso na formatação e manuseio de documentos relacionados a compra transmitidas pelo EDI. 
O padrão X12 definiu o formato dos dados e delegou aos vários segmentos da atividade econômica o desenvolvimento dos dicionários para o uso e interpretação dos campos de dados. Participam destes trabalhos os segmentos do setor automotivo, comércio varejista, químico, elétrico, metalúrgico, papel, além do setor de produtos para escritório.